# Christian Bærentsen
Christian Bærentsen (14. maj 1862 i Thorshavn – 6. januar 1944 på Frederiksberg) var en færøsk politiker, landsdommer og amtmand.
Bærentsen var søn af købmand E.D. Bærentsen (død 1900) og hustru f. Kjærgaard (død 1871). Han blev student fra Herlufsholm 1880, cand.jur. 1886, assistent i Justitsministeriet 1889, fuldmægtig ved samme 1896, udgiver af Lov- og Ministerialtidende 1895-97, i 11 år juridisk manuduktør, amtmand på Færøerne fra 1897-1911, medlem af bankrådet for Færøernes Bank og af Landstinget 1902-06. Medlem af Rigsretten 1903-06. Han var Ridder af Dannebrog og Dannebrogsmand. Han var overretsassesor 1911-19, siden 1919 landsdommer i Østre Landsret og censor ved Københavns Universitet fra 1915. Medlem af Retsplejeudvalget fra 1919 (formand fra 1927), af Telefon-Voldgiftsnævnet fra 1924, af Retsrådet 1919-24 og for københavns huslejenævn 1916-20 og fra 1926.
Han var gift med Anna Dorothea Maria f. Kock, f. 4. november i Thorshavn, datter af auktionsdirektør E.L. F. Kock og hustru f. Djurhuus (død 1905).
| Efterfulgte: Lorentz Højer Buchwaldt | Amtmand på Færøerne 1897 - 1911 | Efterfulgtes af: Svenning Krag Nielsen Rytter |